# Daïguene
Daïguene (ou Daigene, Daïgené) est un village du Cameroun situé dans la région de l'Est et le département du Lom-et-Djérem. Il fait partie de l'arrondissement (commune) de Mandjou.

## Population
En 1966-1967, Daïguene comptait 426 habitants, principalement des Baya. Lors du recensement de 2005, on y a dénombré 497 personnes.

## Infrastructures
Daïguene dispose d'une école adventiste.